# 栄養ドリンク

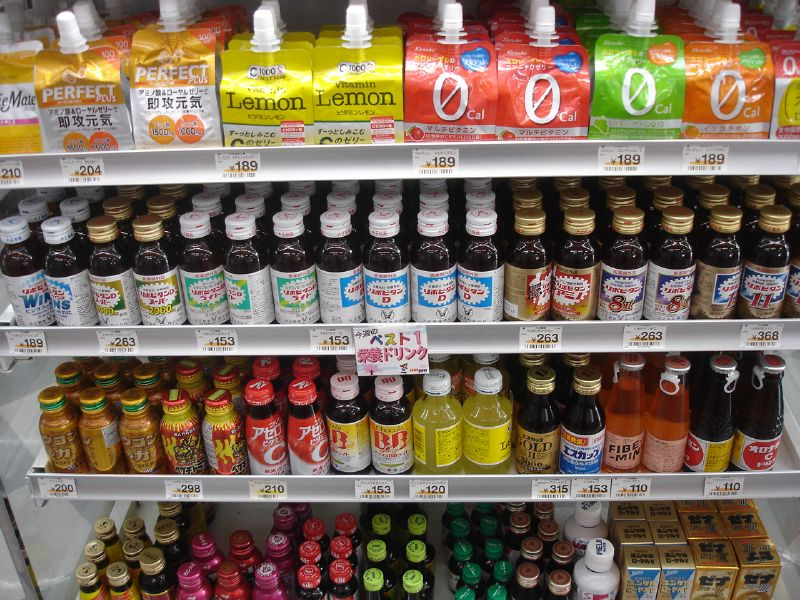
日本の栄養ドリンク売り場

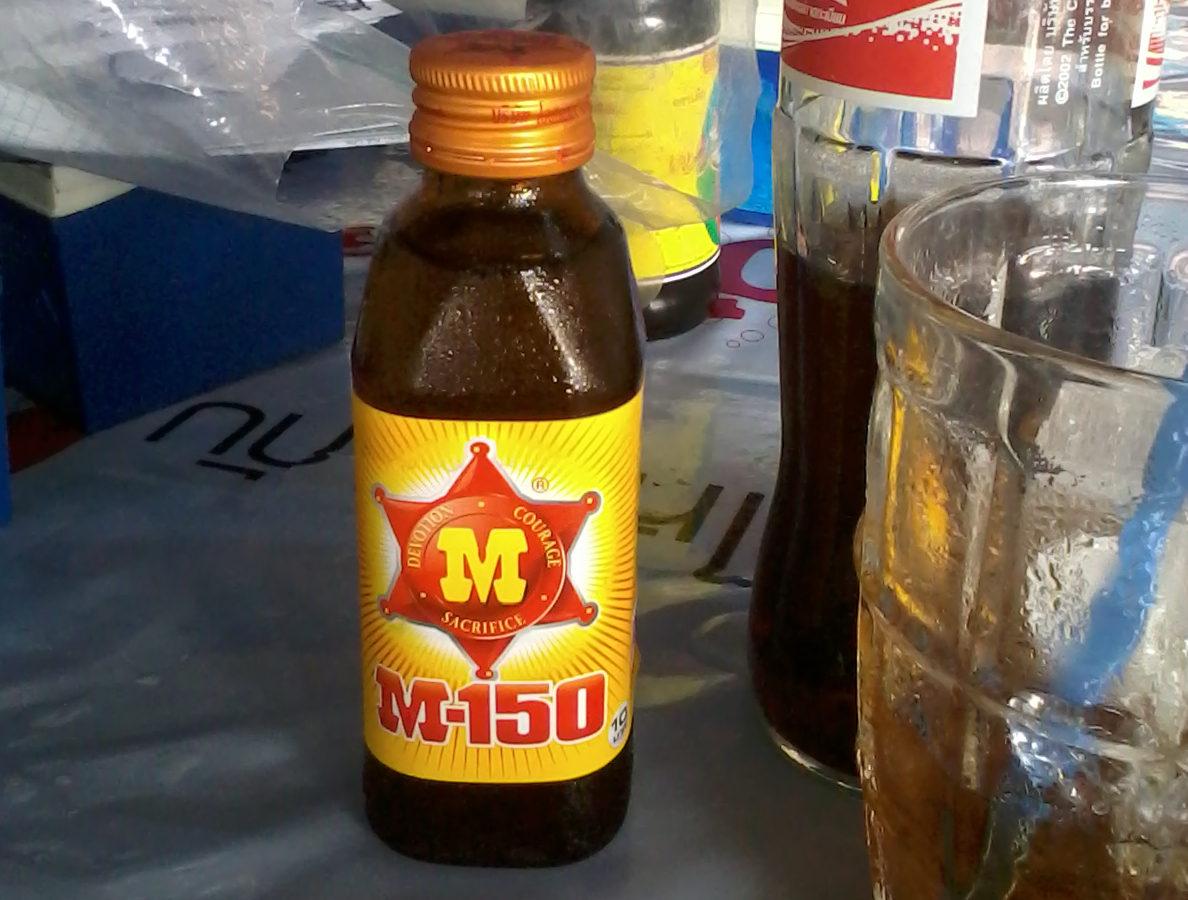
タイの栄養ドリンク「M-150」（エム・ローイハースイップ）

栄養ドリンク（えいようドリンク、英: Energy drink）とは、疲労回復や栄養補給などが目的の飲料。ドリンク剤、内服液、栄養飲料とも呼ばれる。瓶、缶、ペットボトルと異なる販売形態を採る。

## 日本における形態
この飲料は、ビタミン類やアミノ酸、滋養強壮に効果のあるとされる生薬・漢方薬由来成分のエキスなど、疲労回復や健康維持に効果が期待できると標榜される成分を含み、医薬品、医療機器等の品質、有効性及び安全性の確保等に関する法律に基づき含有成分と含有量によって以下のように分類する。
- 医薬品:
OTC医薬品であり、医療用医薬品ではないため、購入に医師の処方箋は必要ない
- 医薬部外品
- 清涼飲料水

食品衛生法に基づき運用する食品の一種であり、効能や効果、用法、用量を表示できない（特定保健用食品として認可を受けたものは除く）
販売当初はアンプルで流通していたが、各社製品共に徐々に薬臭さを除去し、容量を増やした。現在医薬品または医薬部外品として販売している商品は、おおよそ「外見が茶色（少数は緑）のガラス瓶であり、栓がスクリューキャップ（英: screw cap）である」という共通性がある。色付き瓶を用いる理由として、「ビタミンや生薬成分の変質を防ぐ」という目的もあるが、「医薬品（アンプルなど）と同じ色の瓶を用いることで、商品の効果をアピールする」という目的も含む。紙箱に収める製品でも、中の容器にはやはり濃い色付きの瓶を採用するものが多い。内容量は概ね20mLから100mL前後である。

### ブランド
一般的に広く認知されるものに、リポビタンD、チオビタドリンク、エスカップ、アリナミンV、ユンケル、ビタシーなどがある。

### 消費税率
2019年（令和元年）10月1日より、消費税法の軽減税率が開始したが、清涼飲料水や炭酸飲料水として販売するものは食料品に該当するため、軽減税率の対象に含まれる。

## 類似商品
栄養ドリンクと混同されるものとして、エナジードリンク、スポーツドリンクがある。多くの栄養ドリンクと同じく、柑橘系を思わせる爽やかなフルーツシロップ風味であることが多いが、これらは清涼飲料水であり、厳密には栄養ドリンクではない。
エナジードリンクに関しては、瓶入り、缶入り、ペットボトル入りのものなど、多種多様なパッケージングが見られる。アルギニンやカフェイン、ブドウ糖が大量に配合され、栄養価よりも即効性が重視されている。こちらは栄養補給のための栄養ドリンクとは違い、炭酸飲料のため内容量が200mL～500mLの製品で販売されている。
- 参考：エナジードリンクには、商品に「エナジードリンク」表記のあるものが分類される[3]。

一方スポーツドリンクは、パフォーマンス向上よりも水分補給としての飲用を想定されており、利尿性のあるカフェインは含まない。汗で失われるミネラル分を効率よく補給できるため、スポーツ愛好家だけでなく、熱中症予防のためや風邪で発熱した際にも飲まれる。スポーツドリンクに似たものとして経口補水液があるが、電解質などの成分がより厳密に調整されるなど、吸収率や効能を重視した組成となっている。

## 効果・効能
栄養失調状態に陥っているのならば一定の効果はある。各種ビタミンやタウリン、必須アミノ酸などの有効成分と呼ばれる物質、カフェイン、肝臓水解物、漢方生薬由来成分を複数配合し、肉体疲労・病中病後・食欲不振・栄養障害・消耗性疾患・産前産後等の場合の栄養補給に適しているとされるものがある。ただし、配合成分は薬理的に顕著な作用が見られるほどのものではなく、個人差が大きい。また、含有する成分を特定の効能向けに特化して差別化を図った商品も見られる。

### 主な成分と作用
主な含有成分と人体への作用。
- 生薬
- 漢方
- ビタミン - 栄養補給
- アミノ酸 - 栄養補給
- アルコール - 興奮
- カフェイン - 興奮、覚醒、血圧上昇
- タウリン

## 服用上の注意
栄養ドリンクは医薬品、ないしは医薬部外品であること（まれに清涼飲料水）を念頭に置き、一日の容量を厳守することが前提である。
栄養ドリンクの中にはカフェインが含まれているもの（エナジードリンクなど）があるためカフェイン中毒の危険性もある。2015年にはエナジードリンクを日常的に飲んでいた男性がカフェイン中毒により死亡した事例もある（ただしカフェイン錠剤を併用していた痕跡がある）

## 販売チャネル
薬用成分を含有する物は「一般用医薬品」に指定され、長らく薬局やドラッグストアでのみ販売されていたが、1999年（平成11年）3月の医薬品販売の規制緩和により、主力商品が医薬部外品に変更されてから、コンビニエンスストアやスーパーマーケット、駅売店、一部の自動販売機でも販売されるようになった。

## 健康リスク
医薬部外品に分類される栄養ドリンクは、効果・効能の認められた有効成分が含まれている人の体に対する作用が穏やかなものである。
製品記載の用法用量を守って飲用する限りは健康リスクはないものと考えられる。栄養ドリンクには主に以下の成分が含まれており、過剰摂取の場合は健康リスクが高まると考えられる。

### 漢方・生薬
漢方や生薬が含まれていることが栄養ドリンクの特徴。滋養強壮や体力回復のための成分として配合されている。

### カフェイン
コーヒー1杯分程度の無水カフェイン(50～120mg前後)が含まれていることが多い。カナダ保健省の科学者たちによる調査では、健康な大人の場合、1日400㎎以下のカフェイン摂取量であれば、カフェインによる心身への悪影響は出ないと結論付けている。一方、子供はカフェイン感受性が強いため、一日最大45mgから85mg程度を推奨されている。エナジードリンクの大量摂取により、未成年の子供のカフェイン中毒や死亡例が増えている。

### ビタミン
ビタミンB群、イノシトールを主に含む。栄養ドリンクを飲んだ後に尿が黄色くなるのは栄養ドリンクに含まれているビタミンB群が尿中に排出されたためである。

### タウリン
タウリン1000-3000mgを含む栄養ドリンクが多く、価格もタウリン配合量の分だけ高くなる傾向にある。

### 安息香酸Na
栄養ドリンクには糖分などの栄養成分が多く含まれていて腐敗しやすく、腐敗を防ぐために安息香酸Naが使用されており、細菌やカビなどの微生物の繁殖を抑える力があるが毒性が強い。安息香酸NaがビタミンCと反応するとベンゼンに変化し、ベンゼンには発癌性がある。ベンゼンは造血器官である骨髄に悪影響を及ぼして白血病を起こす。

### その他
Frauengoldは、ドイツの栄養ドリンクである。1981年8月19日に、ウマノスズクサ属のアリストロキア・クレマティティスに含まれる腎毒性、発がん性が指摘されたアリストロキア酸を含んでいたことからドイツ連邦保健省によって販売を禁止された。後継としてドッペルハーツ、Galama、Tai Ginsengなどがある。

## 関連法規
- 薬事法
- 食品安全基本法
- 食品衛生法
- 農林物資の規格化及び品質表示の適正化に関する法律（JAS法）
- 健康増進法
- 計量法
- 不当景品類及び不当表示防止法